# Vedres István Technikum
A Szegedi SZC Vedres István Technikum Szeged egyik patinás, nagy múltra visszatekintő középiskolája. Szeged belvárosában, a Horváth Mihály és Deák Ferenc utca sarkán álló, 1894-ben épült iskolaépületben működik. 1949-ben az országban elsőként Szegeden indult középfokú építőipari szakemberképzés. Az iskola az első években I. számú Építőipari Technikum néven működött, majd 1952-ben felvette „Szeged mérnökének”, Vedres Istvánnak a nevét. Az intézmény képzési formái nagy teret nyitnak az egyéni érdeklődésnek és képességeknek, miközben hatékonyan szolgálják a technikumi képzés fő céljait: felkészítenek az érettségire, a szakképzésre és a továbbtanulásra. A 75 éves története alatt kinevelt szakemberek generációinak szakmai helytállása igazolja az oktató-nevelőmunka sikerét.

## Az iskola építéstörténete
Az 1893-ban a Szegedre települt ítélőtábla elhelyezésére a főreáliskola Dugonics téri épületét szemelték ki, így új épület kellett az iskolának. 1893. május 18–19-én ülésezett a Vallás és Közoktatásügyi m. kir. Miniszter rendeletére összehívott bizottság, amely hivatott volt e kérdés megoldásában. Ezen már részt vett Meixner Károly is.
A miniszteri megbízottak megtekintették a város által felajánlott Horváth Mihály és a Deák Ferenc utcának sarkán, a város tulajdonát képező 1161 ?öl, összesen öt építési telket, és alkalmasnak találták a kívánt célra. Határoztak, hogy új iskolaépületet emelnek, ám kikötötték, hogy a Deák Ferenc utcára néző homlokzat ne egészen építtessék ki, hanem maradjon szabadon 4-5 méter. Továbbá, hogy a „telek valamint az azon emelendő épület a város tulajdona maradjon, arra azonban bekebeleztessék az állam azon joga miszerint az épületet egészben a főreáliskola vagy az országos törvény alapján ennek helyébe lépő más, mindig magyar tannyelvű középiskola czéljaira fordíthassa.” A város közönsége vállalta, hogy az új iskolaépületet a meghatározott normák szerint 1895. szeptember 1-ig megépíti, arra azonban nem mutatott hajlandóságot, hogy be is rendezze.
Szeged város Középítészeti Tanácsa 1893. december 14-én határozott, hogy a kért telkeket „közczélra a város közönségének ingyen és tehermentesen átengedi, illetőleg megengedi, hogy azoknak tulajdonjoga az építési alap nevéről Szeged város közönsége nevére telekkönyvileg átirattassék.” Ezt 1894. január 4-én a minisztériumban is jóváhagyták.
Meg volt tehát a telek kezdődhetett az építkezés. A terveket Meixner Károly, korának legtöbbet foglalkoztatott iskolaépítője készítette, akinek Debrecenben, Győrött és Székesfehérvárott is épültek oktatási létesítményei. Szeged újjáépítésében is részt vett tervezőtársával, Ney Bélával. Őket dicséri a bíróság, a főposta és a honvédtiszti lakóház (ma az orvosegyetem gazdasági hivatala). A Horváth Mihály utcai épületszárnyat kizárólag Meixner Károly tervezte és az iratokon csak az ő aláírása szerepel. A tornaterem tervezője viszont Alpár Ignác volt. A Meixner tervezte tornatermi szárnyépületet ugyanis az építési hatóság nem engedélyezte, mert azt az utcafrontra merőlegesen, végfalával helyezte volna el. Ennek oka az volt, hogy Meixner csak így tudta megtartani a szomszédos Belvárosi kaszinó (ma Juhász Gyula Művelődési Központ) telekhatárától megkövetelt védőtávolságot. 1894 februárjától a főépület építése már folyt, amikor gyorsan át kellett tervezni a tornatermet. Alpár Ignác növelte annak magasságát, utcafrontra fordította és ezt a tekintélyével kiharcolt csökkentett védőtávolság tette lehetővé. Így városképileg előnyösebb megoldás született.
A szabálytalan sokszögű telek hegyesszögű sarkában álló, két épületszárny összekapcsolásával létrejött „V” alakú épület északi és keleti homlokzata nagyjából azonos kialakítású: mindkét oldalon teljes alápincézésű, földszint+nyeregtetővel zárt, két emelet szintelrendeződésű, csaknem azonos hosszúságú, összetett, hangsúlyosabb közép- és enyhe kiülésű sarokrizalitos, az olasz reneszánsz palotahomlokzatok rendszerét követő. A két hosszan elnyúló, majdnem 1:4 arányú homlokzatot egy rövidebb harmadik köti össze. Ezen oszlopszékes toszkán faloszloprend közötti félkör záródású ívesállás alatt nyílik a kétszárnyú, felülvilágítós, betétráccsal díszített fakapu, amely fölött a golyvázott szegmensívű párkány orommezejét növényi ornamentika közötti ívnégyszöges címerpajzs tölti ki. A főbejárat fölött mindkét emeleten azonos osztású, egyenes záródású, keretes-szemöldökös ikerablakok nyílnak, a főpárkány feletti (a Meixner-féle terven nem szereplő) saroklizénás attikával azonos szélességű rizaliton. A rizalit sarokarmírozása széles sávban, azonos tagolással fordul át a két csatlakozó hosszhomlokzatra, a golyvázott fő-, osztó- és lábazati párkányokkal együtt. Az északi homlokzat a földszinten 1+3+5+3+2, az emeleteken pedig 2+3+5+3+1 tengelyes, sarok- és középrizalitos, a rizalitok szélén és az épületsarkokon sarokarmírozással. A golyvázott övpárkány fölött a második emeleten az azonos osztású, egyenes záródású keretes-szemöldökös ablakok közötti középrizalit magasabb képszékét az ablaktengelyekben és az ablakok között diglifek osztják széles metopékra. A középrizalit hangsúlyát tovább növeli a megemelt tetőszerkezet, a második emeleten a főpárkány architrávja alatti hat pilaszter és a félkörzáródású ablakok közötti füzérdísz, az első emeleten három ablak fölötti barokk törtíves-oromzatos ablakkeretezés, a földszinten a felkörzáródású ablakok közötti négy címerpajzs. (Ezek jelenleg a füzérdísz helyén, a második emeleten vannak.) A keleti homlokzat jellegében ehhez hasonló, de a földszinten 2+4+5+4+1, az emeleteken 1+4+5+4+2 ablakaxissal épült. Az épületszárnyak mindkét végén a sarokrizalitot az első emeleten négyzet formájú keretes-szemöldökös vakablak, a második emeleten pedig keretes-szemöldökös, félköríves, kagylódísszel bélelt falfülke tagolja. Az épület mindkét homlokzatán a földszinti ablakok a vállvonalig fölfutó rusztikából kiinduló félköríves falazott-vakolt boltövmotívummal vannak keretezve, alattuk, a lábazati párkány alatt egy-egy pinceablakkal.
Az épületben fél évszázadon át eredeti körülmények között folyt az oktatás.
A második világháború az iskola történetében jelentős változásokat hozott, és így volt ez az épület műszaki állapotát tekintve is. A háború végén a tantermeket ideiglenes katonai kórháznak rendezték be. A tornatermi szárnyban hadtáp raktár volt, mennyezetig zsúfolva ruhával, takaróval. Amikor a raktárban tűz ütött ki, a tornaterem fafödéme, tetőszerkezete teljesen leégett, csak a körítő falak maradtak, belül üszkös romhalmazzal. Ekkor a főépület tetőszerkezetének egy része is tűzkárt szenvedett.
A Baross Gábor Gimnáziumot egyetlen tollvonással szüntették meg 1951-ben, éppen alapításának századik évfordulóján.
A tantermeket lefedő tetőt gyorsan helyreállították, de a tornaterem újjáépítésére 1953-ig kellett várni. Az 1951/52-es tanévben beköltöző Építőipari Technikum hamarosan hozzálátott a tornaterem újjáépítéséhez: a falakat vasbeton födémmel fedték, az eredetileg földszintes épületre emeletet húztak. Az épületet lépcsőházzal, raktárakkal bővítették. A tornaterem szakoktatási célt szolgáló műhely lett, az emeleten a kor szellemének megfelelően kultúrterem kapott helyet. Az épület lapostetős tömegformálása, megjelenése az akkortájt korszerű szocialista-realista építészeti stílus jegyeit viseli magán. A főépület stílusától idegen toldalék, az eklektikus utcaképbe sem illik. A háborús károk helyreállítása során a végeredményt tekintve eltűnt az Alpár Ignác tervezte művészi arányú földszintes, balusztrád díszítésű térdfallal magasított, nyeregtetős, cserép fedésű épületszárny. Ráadásul egysíkúra formálták a főépület középrizalitjait kiemelő fióktetőket, és lebontották a bejárati rész díszes attikáját.
A hatvanas évek elején megélénkülő építőipar lehetőséget adott arra, hogy a szakmai gyakorlatok oktatása a tanműhelyből valódi építéshelyekre költözzön. Az épületrészben 1962-1994 között az Építésügyi Minőségellenőrző Intézet vizsgáló állomása működött. Ezt követően a tornaterem visszakapta eredeti funkcióját a kiegészítő helyiségeket öltözővé, fürdővé alakították át. Sajnos a homlokzat helyreállítása – vélhetően pénzszűke miatt – nem történt meg, pedig a lapostető nyeregtetőre váltásával, ügyes homlokzatformálással az építészeti érték visszaadható lenne. (Ennek szellemében készült az 1998-as homlokzat-felújítási terv is.)
Az iskola homlokzatvakolatának felújítására 1977-ben került sor. A javítást foltokban végezték, a régi mészfesték megmaradt s arra kenték rá az új műanyag alapanyagú festéket. Mára a vakolat kisebb-nagyobb táblákban meglazult, helyenként lehullott. Igazán jó megoldás az lenne, ha az egész felületet tégláig letisztítanák, majd új vakolatra a legkorszerűbb anyagból hordanák fel a színes festést. Az 1998-as homlokzat-felújítási terv e szerint készült.
A második emelet feletti födém a faanyag természetes avulásának következményeként a nyolcvanas évek elejére elvesztette kellő teherbíró képességét. 1981-ben alá kellett támasztani és megszabadítani a csaknem fél méter vastag feltöltéstől. A födémet 1993-ban cserélték és az új vasbeton födém a padlástér beépítését is lehetővé teszi. 1995-ben a szilárd födém építése után a teljes fa tetőszerkezetet is kicserélték, de az eredeti fióktetős kialakítását nem állították helyre. Az új fedélszékre új cserépfedés is került.
Az iskola fűtésének története önálló fejezet az iskola múltjában. A század végén beállított öntöttvas kályhák – ahol lehetett cserépkályhával felcserélve – csaknem egy teljes évszázadon át fűtötték a tantermeket. A folyosók, szertárak, raktárak, öltözők nem voltak fűthetők. A sors iróniája, hogy a belvárosban a hatvanas évek közepén éppen az iskola környékén fektették le az első földgáz vezetéket, de az épületbe nem vezették be az új fűtőenergiát. 1971-re elkészült ugyan a központi fűtés terve, a megvalósítás azonban késett. A tervdokumentáció az iroda páncélszekrényében aludta álmát még két évtizeden át, miközben kéményeink a naponta eltüzelt húsz mázsa szén fekete füstjével borították be az akkor már tiszta levegőjű környéket. 1991-ben érkezett el a nagy pillanat: tetőtéri kazánnal megépült a gázüzemű központi fűtés. Minden helyiség fűthetővé vált, a széntároló pincékben szaktantermeket alakítottak ki. Az egész épületben egészségesebb lett a levegő, tisztábbak a falak, padlók. A fűtés korszerűsítését valóságos újjászületésként élte meg az iskola apraja-nagyja.
Végül röviden néhány további műszaki eseményről, amelyek kisebb-nagyobb mértékben hozzá járultak az iskola arculatának alakulásához. 1980-ban a földszinten lévő igazgatói lakást megszüntették, tanteremmé, szertárrá alakították át. 1981 nyarán kitűnő minőségű aszfaltburkolatú kézilabda pálya készült az udvaron. 1983-ban az elektromos vezetékeket kicserélték, a helyiségek korszerű fénycsöves világítást kaptak. 1990-ben a tanulók nagy örömére önálló büfével gazdagodott az ellátás. Ebben az időszakban épült fel az iskola udvarán, a Vörösmarty u. 7. sz. telek határvonalán egy új raktárépület.
Az épület homlokzatait négy emléktábla díszíti. Babits Mihály, a Baross Gimnázium egykori tanárának domborműve, Borsos Miklós alkotása. 1972 májusában került a Horváth Mihály utcai falra, de csak 1973. szeptember 30-án avatták fel. Czógler Kálmán biológus emléktábláját 1984-ben a MTESZ helyezte el a Deák Ferenc utcai sarokrizalitra. Mellette helyezte el a Baross Öregdiákok Szövetsége Dr Firbás Oszkár, a Baross Gimnázium igazgatójának emléktábláját 1994. márciusában, majd 1995. májusában Dr Vajtai István irodalomtörténész emléktábláját.
Mára épületszerkezeteiben megújult, épületgépészetében korszerűsödött az almamáter. A homlokzat-felújítási tervek 1998-ban elkészültek.

## Igazgatók
| Dr. Pozsonyi Zoltán | 1949-1953 |
| Dr. Giday Kálmán    | 1953-1955 |
| Kedves András       | 1955-1961 |
| Szabó István        | 1961-1988 |
| Békei László        | 1988-1999 |
| Dobó László         | 1999-2013 |
| Deák Attila         | 2013-2017 |
| Nagy János Miklós   | 2017-2022 |
| Tóth Zoltán         | 2022-től  |

## Szakmák
Nappali oktatásban:
- magasépítő technikus
- grafikus
- mozgókép- és animációkészítő

A felnőttek szakmai oktatásában:
- magasépítő technikus
- grafikus
- fotográfus